# Dare
Dare (també anomenat Dare! en algunes edicions) és el tercer disc de llarga durada del grup anglès de synthpop The Human League. Aparegut l'any 1981 al segell Virgin Records, es convertí no tan sols en el seu àlbum més reeixit, sinó en un dels discos més importants de la dècada dels 80 i del pop electrònic en general; ha estat inclòs a la llista del llibre "1001 albums you must listen to before you die".

## Temes

### 7 86472 2
1. Things that dreams are made of (Oakey/Wright) — 4:14
2. Open your heart (Oakey/Callis) - 3:53
3. The sound of the crowd (Burden/Oakey) - 3:56
4. Darkness (Callis/Wright) - 3:56
5. Do or die (Burden/Oakey) - 5:23
6. Get Carter (Roy Budd) - 1:02
7. I am the law (Oakey/Wright) - 4:14
8. Seconds (Callis/Oakey/Wright) - 4:58
9. Love action (I Believe in love) (Oakey/Burden) - 4:58
10. Don't you want me (Callis/Oakey/Wright) - 3:56

## Informació addicional
- The Human League: Ian Burden (sintetitzador, Jo Callis (sintetitzador), Joanne Catherall (cantant), Philip Oakey (veu i sintetitzadors), Susanne Sulley (cantant), Philip Adrian Wright (diapositives i, ocasionalment, sintetitzadors).
- Instruments utilitzats: Roland MC8 (seqüenciador), Roland System 700, Roland Jupiter 4, Korg 770, Korg Delta, Casio VLT-1, Casio M10, Linn LM-1 (caixa de ritmes), Yamaha CS15.
- Produït per Martin Rushent i The Human League.
- Enginyer assistent de so: Dave Allen.
- Enregistrat als estudis Genetic Sound.
- Programacions: Martin Rushent i Dave Allen.
- Fotografia: Brian Aris.
- Disseny de portada: Philip Oakey i Philip Adrian Wright.